# Preparacionismo

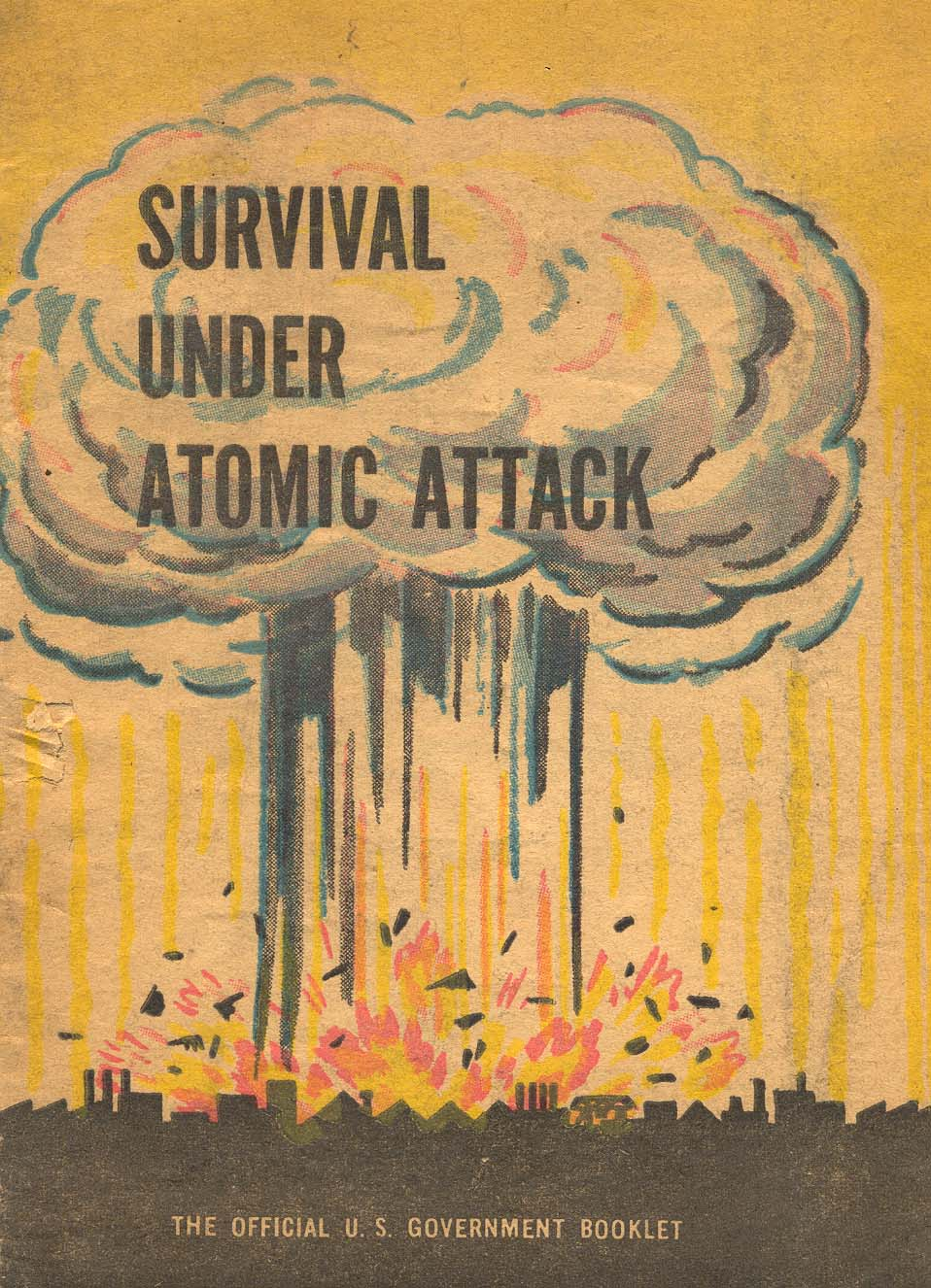
Folleto de 1950 Survival Under Atomic Attack, una publicación de protección civil

El preparacionismo (del inglés prepper) o survivalismo (del inglés survivalism) es un movimiento social de individuos o grupos, llamados preparacionistas o survivalistas (preppers o survivalists en inglés), que se preparan activamente para las emergencias, incluidas las posibles perturbaciones del orden social o político, en escalas que van desde la local hasta la internacional. El preparacionismo también abarca la preparación para emergencias personales, como la pérdida del empleo, el perderse en la naturaleza o bajo condiciones climáticas adversas. Se hace hincapié en la autosuficiencia, el almacenamiento de suministros y la adquisición de conocimientos y técnicas de supervivencia. Los preparacionistas suelen adquirir formación médica de emergencia y de autodefensa, almacenan alimentos y agua, se preparan para ser autosuficientes y construyen estructuras como refugios de supervivencia o subterráneos que pueden ayudarles a sobrevivir a una catástrofe.

## Historia

### De la década de 1930 a la década de 1950
Los orígenes del movimiento preparacionista moderno en Reino Unido y Estados Unidos incluyen políticas gubernamentales, amenazas de guerra nuclear, creencias religiosas y escritores que advirtieron del colapso económico o social tanto en la no ficción como en la ficción apocalíptica y postapocalíptica.[cita requerida]
Los programas de defensa civil de la era de la Guerra Fría promovieron refugios públicos contra bombas atómicas, refugios personales contra la lluvia radiactiva y formación para niños, como las películas Duck and Cover. La Iglesia de Jesucristo de los Santos de los Últimos Días ordenó durante mucho tiempo a sus miembros que almacenaran alimentos para un año para ellos y sus familias en preparación para tales posibilidades, pero la corriente actual aconseja solo un suministro de tres meses.
La Gran Depresión que siguió al derrumbe de Wall Street en 1929 es citada por los preparacionistas como un ejemplo de la necesidad de estar preparados.

### Década de 1960

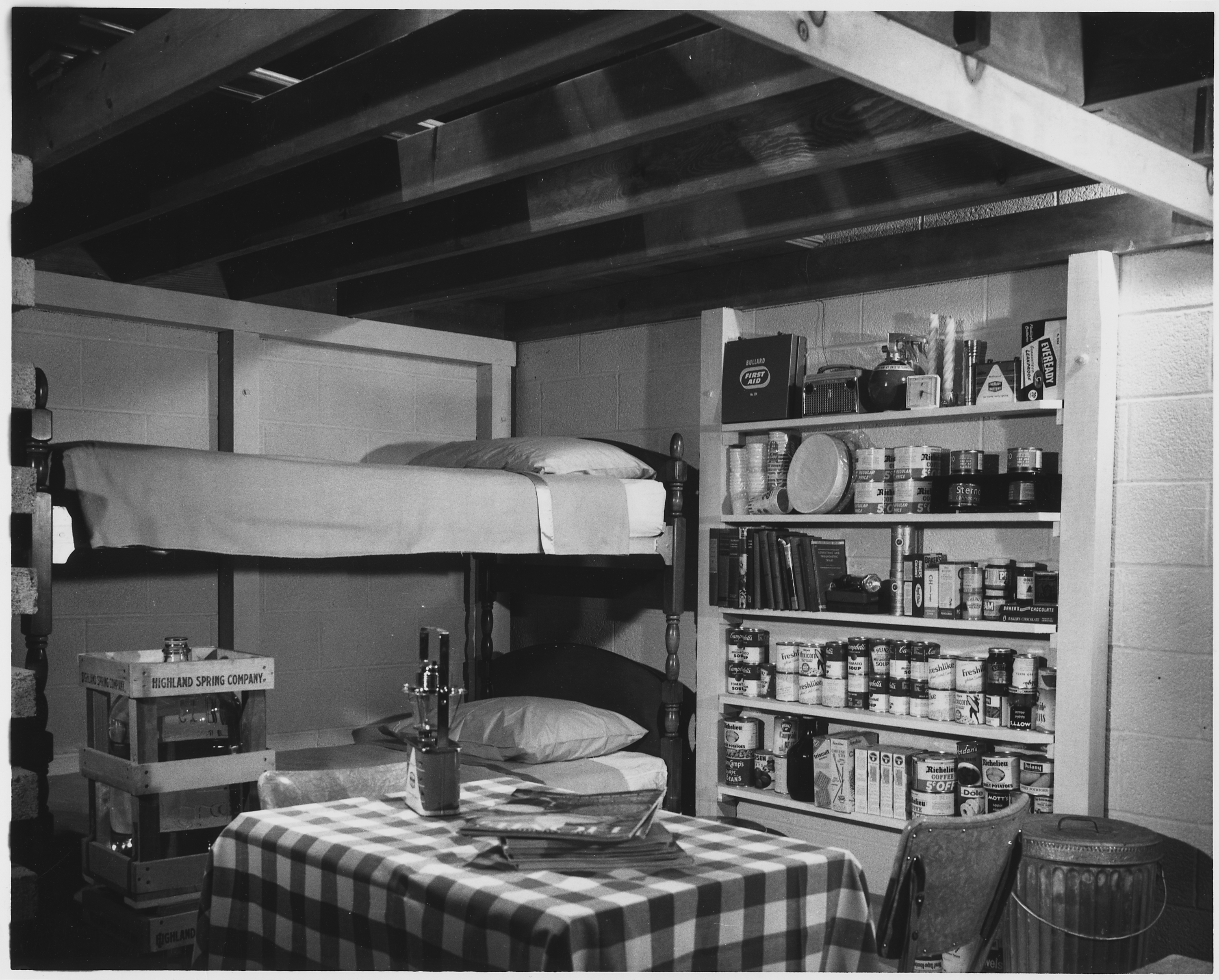
Refugio nuclear en un sótano familiar, alrededor de 1957

El aumento de la inflación en la década de 1960, la devaluación monetaria en Estados Unidos, la constante preocupación por un posible enfrentamiento nuclear entre Estados Unidos y la Unión Soviética, y la percepción cada vez mayor de la vulnerabilidad de los centros urbanos a la escasez de suministros y otros fallos del sistema motivaron a una serie de pensadores principalmente conservadores y libertarios a promover la preparación individual. Harry Browne comenzó a ofrecer seminarios sobre cómo sobrevivir a un colapso monetario en 1967, con el arquitecto Don Stephens proporcionando información sobre cómo construir y equipar un refugio de supervivencia.[cita requerida]
Artículos sobre el tema aparecieron en publicaciones libertarias de pequeña distribución como The Innovator y Atlantis Quarterly. Fue durante este periodo que Robert D. Kephart comenzó a publicar Inflation Survival Letter (más tarde rebautizada como Personal Finance). Durante varios años el boletín incluyó una sección continua sobre la preparación personal escrita por Stephens. Promovió costosos seminarios en todo Estados Unidos sobre temas de precaución similares. Stephens participó, junto con James McKeever y otros defensores de la inversión defensiva, de la moneda fuerte.

### Década de 1970

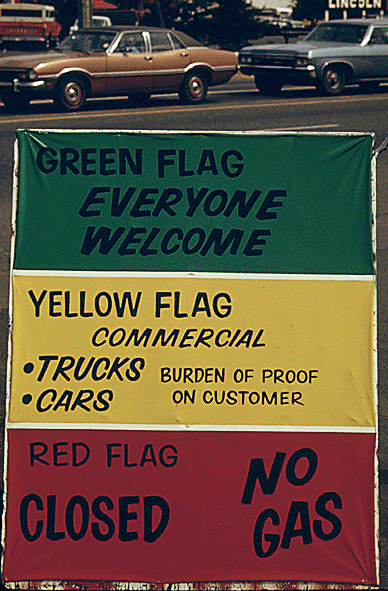
Los vendedores de gasolina de Oregón mostraron carteles que explicaban la política de la bandera en el invierno de 1973-74 durante la crisis del petróleo

En la década siguiente, Howard Ruff advirtió sobre el colapso socioeconómico en su libro de 1974 Famine and Survival in America. El libro de Ruff se publicó durante un período de inflación galopante a raíz de la crisis del petróleo de 1973. La mayoría de los elementos de supervivencia se citan en él, incluido el asesoramiento sobre el almacenamiento de alimentos. El libro defendió la afirmación de que los metales preciosos, como el oro y la plata, tienen un valor intrínseco que los hace más utilizables en caso de un colapso socioeconómico que la moneda fiduciaria. Más tarde, Ruff publicó variaciones más suaves de los mismos temas, como How to Prosper During the Coming Bad Years, que fue éxito de ventas en 1979.
El instructor de armas de fuego y preparacionista, el coronel Jeff Cooper, escribió sobre el endurecimiento de los refugios contra el fuego de armas pequeñas. En un artículo titulado Notes on Tactical Residential Architecture en el número 30 de P.S. Letter (abril de 1982), Cooper sugirió usar el Principio Vauban, por el cual la proyección de las esquinas de los bastiones evitaría que los malhechores pudieran acercarse a los muros exteriores del refugio en cualquier punto ciego. Las esquinas con esta implementación simplificada de una Estrella Vauban son ahora llamadas Esquinas de Cooper por James Wesley Rawles, en honor a Jeff Cooper. Dependiendo del tamaño del grupo que necesite refugio, se han sugerido elementos de diseño de la arquitectura tradicional de los castillos europeos, así como el Fujian Tulou chino y las casas de patio amurallado mexicanas, para los refugios de supervivencia.
Tanto en su libro Rawles on Retreats and Relocation como en su novela de supervivencia Patriots: A Novel of Survival in the Coming Collapse, Rawles describe en gran detalle a los grupos que mejoran las casas de ladrillo u otros materiales con contraventanas y puertas de acero reforzado, excavando zanjas anti-vehiculares, instalando cerraduras en las puertas, construyendo obstáculos de alambre de concertina y polvorazos, y estableciendo puestos de escucha / puestos de observación. Rawles es partidario de incluir un vestíbulo de trampas en los refugios de supervivencia, un elemento arquitectónico que él llama un «cuarto de trituración».
Bruce D. Clayton y Joel Skousen han escrito extensamente sobre la integración de los refugios nucleares en los hogares de evasión, pero ponen menos énfasis en la protección balística y la seguridad del perímetro exterior que Cooper y Rawles.

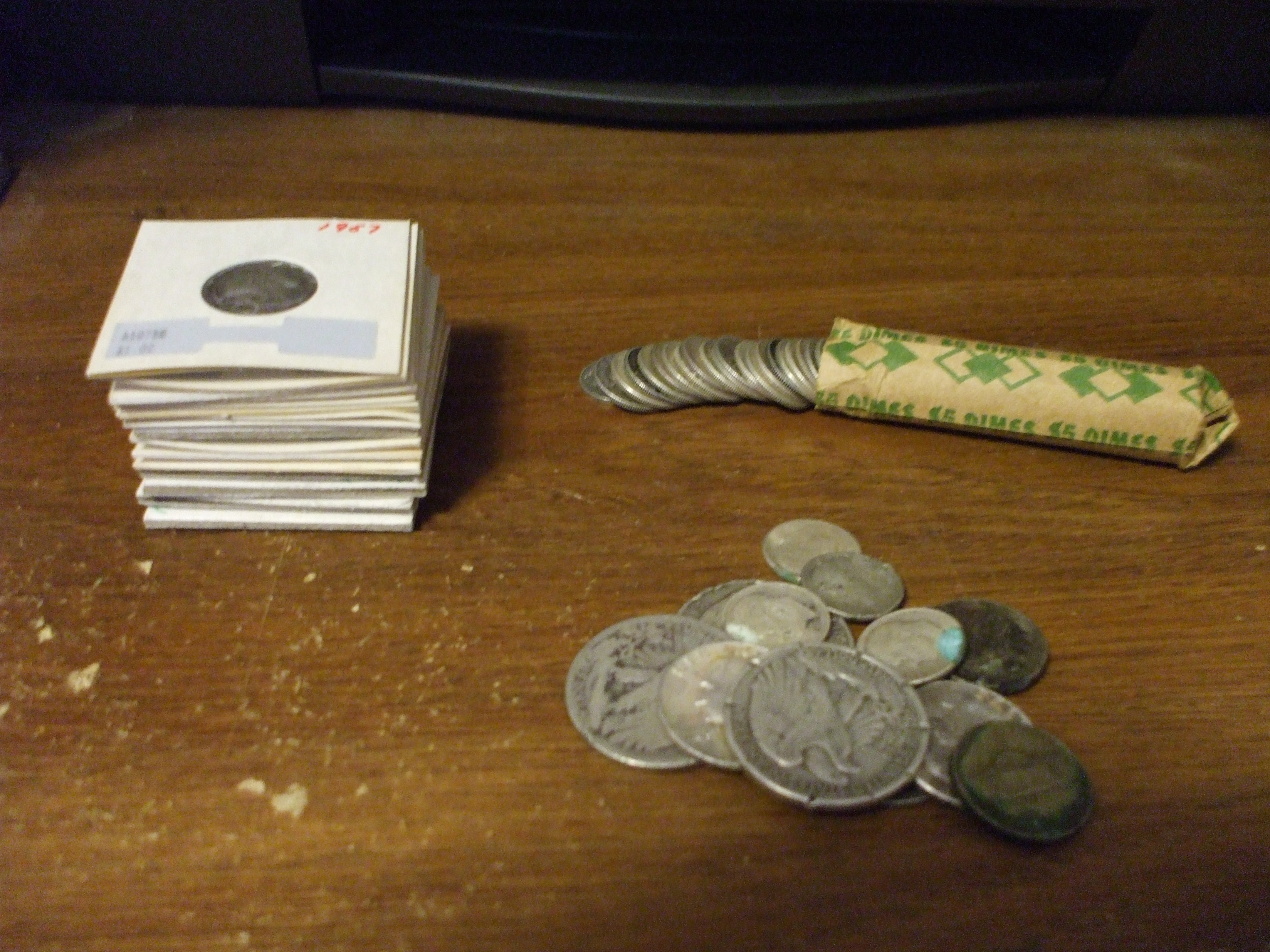
Una selección de monedas americanas de plata. Desde mediados de la década de 1960 hasta la década de 1970 en adelante, la gente comenzó a acumular monedas de oro y plata para crear riqueza como un medio para mitigar los resultados de un efecto de hiperinflación en la economía

Otros boletines y libros siguieron la estela de la primera publicación de Ruff. En 1975, Kurt Saxon comenzó a publicar un boletín mensual llamado The Survivor, que combinaba las editoriales de Saxon con reimpresiones de escritos del siglo XIX y principios del XX sobre diversas técnicas pioneras y tecnologías antiguas. Kurt Saxon usó el término «survivalista» para describir el movimiento, y afirma haber acuñado el término.
En la década anterior, el consultor en preparación, librero de supervivencia y autor con sede en California, Don Stephens, popularizó el término retreater para describir a los miembros del movimiento, refiriéndose a los preparativos para salir de las ciudades hacia refugios remotos o retiros de supervivencia en caso de que la sociedad se desmorone. En 1976, antes de mudarse al noroeste, él y su esposa escribieron y publicaron The Survivor's Primer & Up-dated Retreater's Bibliography.
Durante un tiempo en la década de 1970, los términos survivalist y retreater se usaron indistintamente. Aunque el término retreater acabó cayendo en desuso, muchos de los que lo suscribieron consideraron que era el enfoque más racional para evitar el conflicto y la invisibilidad remota. Por otra parte, el survivalismo tendía a adoptar una imagen más mediática y combativa, de disparar a los saqueadores.
Un boletín considerado por algunos como uno de los más importantes sobre preparacionismo y retiros de supervivencia en la década de 1970 fue Personal Survival (P.S.) Letter (circa 1977-1982), publicado por Mel Tappan, quien también es autor de los libros Survival Guns y Tappan on Survival. El boletín incluía columnas del propio Tappan, así como de preparacionistas notables como Jeff Cooper, Al J Venter, Bruce D. Clayton, Nancy Mack Tappan, JB Wood (autor de varios libros de armería), Karl Hess, Janet Groene (autora de viajes), Dean Ing, Reginald Bretnor y CG Cobb (autor de Bad Times Primer). La mayor parte del boletín giraba en torno a la selección, la construcción y el equipamiento logístico de los retiros de supervivencia. Tras la muerte de Tappan en 1980, Karl Hess se hizo cargo de la publicación del boletín y finalmente lo renombró Survival Tomorrow.
En 1980, John Pugsley publicó el libro The Alpha Strategy. Estuvo en la lista de los más vendidos del New York Times durante nueve semanas en 1981. Después de casi tres décadas en circulación, The Alpha Strategy sigue siendo popular entre los preparacionistas, y se considera una referencia estándar en el almacenamiento de alimentos y suministros domésticos como una cobertura contra la inflación y la futura escasez.
Además de los boletines impresos, en la década de 1970 los preparacionistas establecieron su primera presencia en línea con los foros de BBS y Usenet dedicados a la supervivencia y los retiros de supervivencia.

### Década de 1980
Un mayor interés en el movimiento preparacionista alcanzó su punto máximo a principios de la década de 1980, con el libro de Howard Ruff How to Prosper During the Coming Bad Years y la publicación en 1980 de Life After Doomsday de Bruce D. Clayton. El libro de Clayton, que coincidió con una nueva carrera armamentista entre Estados Unidos y la Unión Soviética en el contexto del final de la Guerra Fría, marcó un cambio en el énfasis en los preparativos hechos por los preparacionistas del colapso económico, el hambre y la escasez de energía, que eran preocupaciones en la década de 1970, hacia la guerra nuclear. A principios de la década de 1980, el escritor de ciencia ficción Jerry Pournelle era editor y columnista de Survive, una revista de supervivencia, y fue influyente en el movimiento preparacionista. El libro de Ragnar Benson de 1982 Live Off The Land In The City And Country sugirió los refugios de supervivencia rural como una medida de preparación y un cambio consciente en el estilo de vida.

### Década de 1990

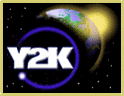
Logotipo creado por el Consejo del Presidente sobre el problema del año 2000 para su uso en Y2K.gov

El interés en el movimiento aumentó durante la administración Clinton debido en parte al debate en torno a la Prohibición Federal de Armas de Asalto y la subsiguiente aprobación de la prohibición en 1994. El interés volvió a alcanzar su punto máximo en 1999 provocado por los temores del Efecto 2000. Antes de que se hicieran grandes esfuerzos para reescribir el código de programación de las computadoras para mitigar los efectos, algunos escritores como Gary North, Ed Yourdon, James Howard Kunstler, y el asesor de inversiones Ed Yardeni anticiparon cortes de energía generalizados, escasez de alimentos y gasolina, y otras emergencias. North y otros dieron la alarma porque pensaron que las correcciones del código Y2K no se estaban haciendo con la suficiente rapidez. Si bien varios autores respondieron a esta ola de preocupación, dos de los textos más centrados en la supervivencia que surgieron fueron Boston on Y2K (1998) de Kenneth W. Royce, y The Hippy Survival Guide to Y2K de Mike Oehler. Este es un defensor de la vida clandestina, quien también es autor de The $50 and Up Underground House Book, que ha sido popular durante mucho tiempo en los círculos preparacionistas.

### Década de 2000

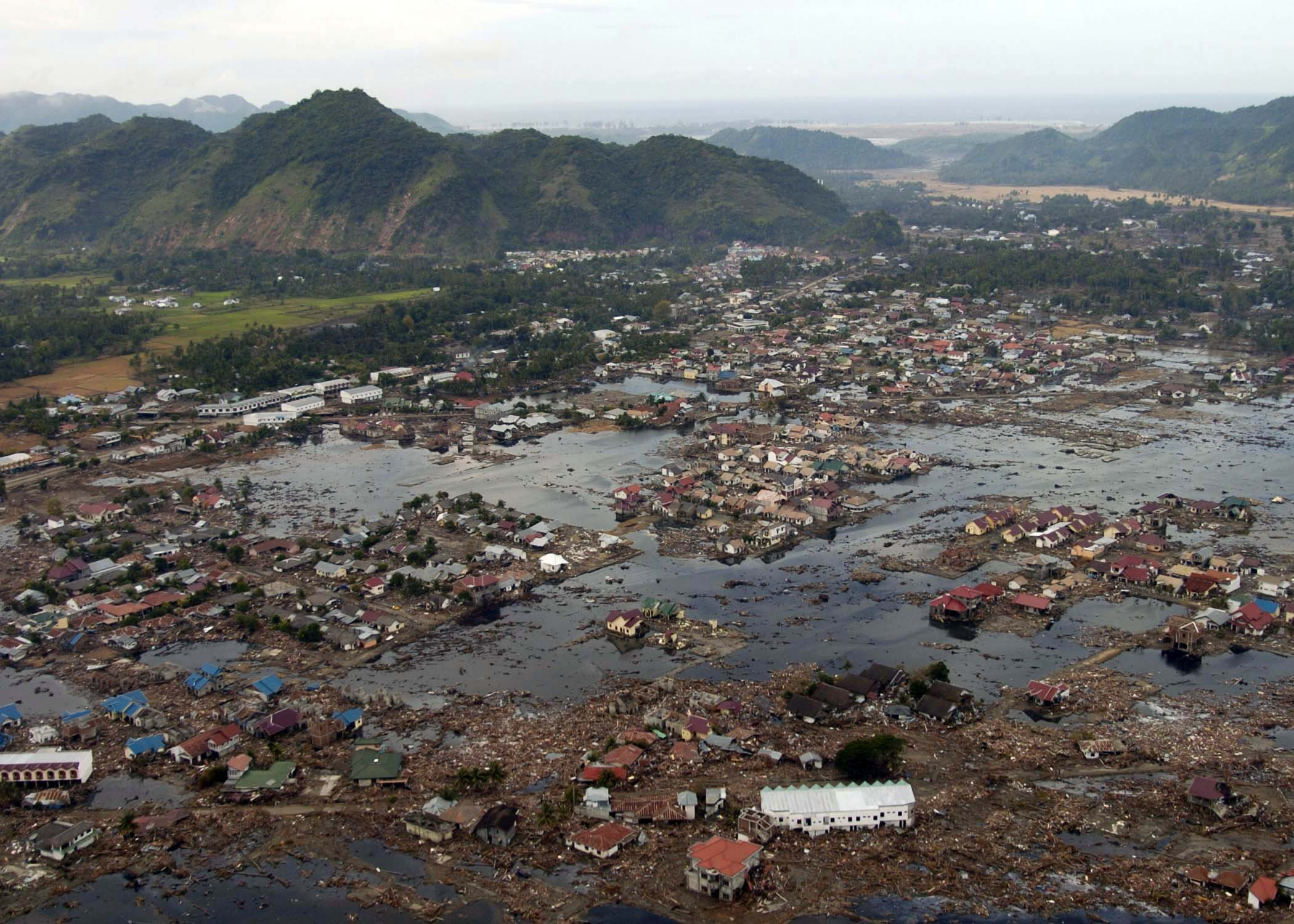
Una ciudad cerca de la costa de Sumatra está en ruinas después del terremoto y el tsunami de 2004 en el océano Índico

Otra ola de preparacionismo comenzó después de los ataques del 11 de septiembre de 2001 y los posteriores atentados en Bali, Madrid y Londres. Este resurgimiento del interés en el preparacionismo parece ser tan fuerte como el enfoque de la era de los 70 en el tema. El temor a la guerra, la gripe aviar, la escasez de energía, los desastres medioambientales y el cambio climático mundial, junto con la incertidumbre económica y la aparente vulnerabilidad de la humanidad tras el terremoto y el tsunami del océano Índico de 2004 y el huracán Katrina, han aumentado el interés en los temas de supervivencia.
A raíz de la Gran Recesión de 2008 se publicaron muchos libros y más tarde se ofrecieron consejos de supervivencia para varios posibles desastres, desde la escasez de energía y la crisis económica hasta el terrorismo nuclear o biológico. Además de los libros de la época de los años 70, los blogs y los foros de Internet son formas populares de difundir información sobre preparacionismo. En los sitios web y blogs se examinan los vehículos, los refugios, las nuevas amenazas y se enumeran los grupos preparacionistas.
Los problemas económicos derivados del colapso del crédito provocado por la crisis de las hipotecas subprime de Estados Unidos en 2007 y la escasez mundial de cereales han llevado a un sector más amplio de la población a prepararse.
La llegada de la gripe porcina H1N1 en 2009 despertó el interés por la supervivencia, lo que impulsó considerablemente las ventas de libros y generalizó el preparacionismo.
Estos acontecimientos llevaron a Gerald Celente, fundador del Trends Research Institute, a identificar una tendencia que él llama «neopreparacionismo». Explicó este fenómeno en una entrevista de radio con Jim Puplava el 18 de diciembre de 2009:

Cuando vuelves a los últimos días deprimentes en los que estábamos en modo de supervivencia, el último el Y2K por supuesto, antes de los 70, lo que había pasado era que solo veías este único elemento de supervivencia, ya sabes, la caricatura, el tipo con el AK-47 dirigiéndose a las colinas con suficiente munición y carne de cerdo y frijoles para aguantar la tormenta. Esto es muy diferente a eso: estás viendo a la gente normal haciendo movimientos inteligentes y moviéndose en direcciones inteligentes para prepararse para lo peor. (...) Así que preparacionismo en todos los sentidos posibles. Creciendo por tu cuenta, autosuficiente, haciendo todo lo que puedas para hacerlo lo mejor posible por tu cuenta y puede ocurrir en el área urbana, suburbana o exurbana. Y también significa comprometerse cada vez más con sus vecinos, su vecindario, trabajar juntos y comprender que todos estamos juntos en esto y que cuando nos ayudemos mutuamente será la mejor manera de avanzar.

Este último aspecto se destaca en The Trends Research Journal: «El espíritu comunitario inteligentemente desplegado es el valor central del Neo-Preparacionismo».

### Décadas de 2010 y 2020
Programas de televisión como Doomsday Preppers de National Geographic Channel surgieron para capitalizar lo que la colaboradora de entretenimiento de Los Angeles Times, Mary McNamara, denominó «el zeitgeist de hoy en día de miedo a un evento que cambie el mundo». Después del tiroteo en la escuela primaria Sandy Hook en 2012, la comunidad de preparacionistas se tuvo que enfrentar al juicio público después de que se revelara que la madre del perpetrador era una preparacionista.
Durante la pandemia de COVID-19, que fue declarada Emergencia sanitaria de preocupación internacional por la Organización Mundial de la Salud a principios de 2020, el preparacionismo ha recibido un renovado interés, incluso por parte de aquellos que tradicionalmente no son considerados preparacionistas.

## Escenarios y perspectivas
Los seguidores del preparacionismo se acercan a él de diferentes maneras, según sus circunstancias, mentalidad y preocupaciones particulares por el futuro. A continuación se presentan algunas caracterizaciones, aunque la mayoría de los preparacionistas (si no todos) encajan en más de una categoría,
Orientado a la seguridad
Mientras que los preparacionistas aceptan la viabilidad a largo plazo de la civilización occidental, aprenden los principios y las técnicas necesarias para sobrevivir a las situaciones que amenazan la vida y que pueden ocurrir en cualquier momento y lugar. Se preparan para tales calamidades que podrían resultar en daños físicos o que requieren atención inmediata o defensa de las amenazas. Estos desastres pueden ser bióticos o abióticos. Los preparacionistas combaten los desastres intentando prevenir y mitigar los daños causados por estos factores.
Supervivencia en la naturaleza

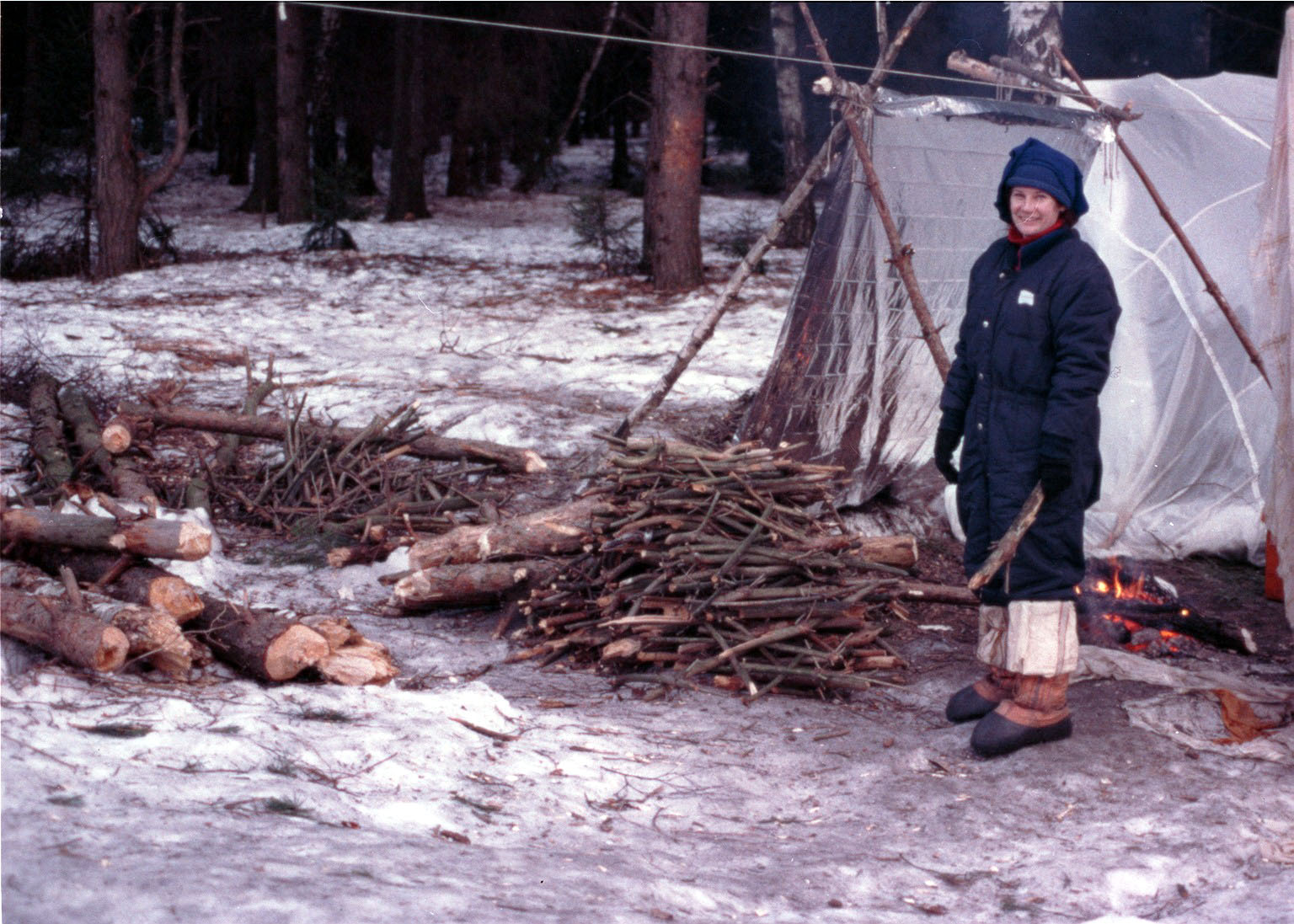
La astronauta Susan Helms recoge leña durante un entrenamiento de supervivencia en invierno

Este grupo hace hincapié en la posibilidad de mantenerse vivo durante períodos indefinidos en escenarios de vida silvestre potencialmente fatales, incluyendo accidentes de avión, naufragios y estar perdido en el bosque. Las preocupaciones son: la sed, el hambre, el clima, el terreno, la salud, el estrés y el miedo. La regla del 3 se suele destacar como práctica común para la supervivencia en las zonas silvestres; establece que un humano puede sobrevivir 3 minutos sin aire, 3 horas sin refugio, 3 días sin agua, 3 semanas sin comida.
Defensa personal
Este grupo se centra en la supervivencia frente a situaciones violentas, incluida la protección personal y sus ramificaciones legales, la conciencia del peligro, el bucle de John Boyd (también conocido como bucle OODA: observar, orientar, decidir y actuar), las artes marciales, las tácticas y herramientas de autodefensa (tanto letales como no letales). Estas tácticas de supervivencia suelen estar orientadas a las armas de fuego, para asegurar un método de defensa contra los atacantes o la invasión de hogares.
Desastre natural, breve
Este grupo está formado por personas que viven en zonas propensas a los tornados, huracanes, inundaciones, incendios forestales, terremotos o fuertes nevadas y quieren estar preparadas para posibles emergencias. Invierten en material para fortificar las estructuras y herramientas para reconstruir y construir refugios temporales. Aunque asumen la continuidad a largo plazo de la sociedad, algunos pueden haber invertido en un refugio construido a medida, alimentos, agua, medicinas y suficientes suministros para sobrevivir hasta que se reanude el contacto con el resto del mundo tras una emergencia natural.
Desastre natural, prolongado
Este grupo se ocupa de los ciclos climáticos de 2 a 10 años, que han sucedido históricamente y pueden causar malas cosechas. Pueden almacenar varias toneladas de alimentos por cada miembro de la familia y tener un invernadero muy resistente con semillas no híbridas enlatadas.
Desastre natural, indefinido/multigeneracional

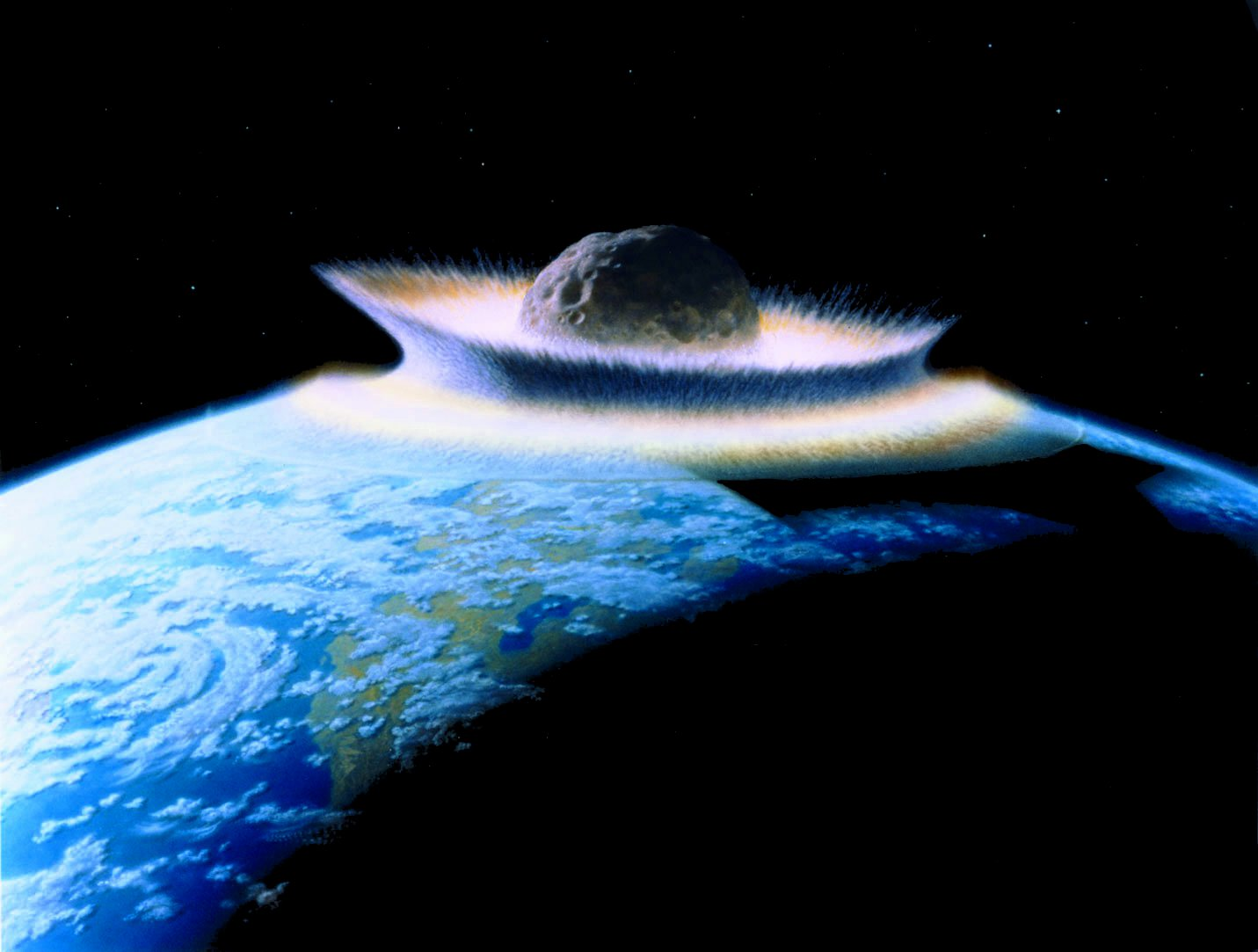
Representación artística del impacto cataclísmico de un meteorito

Este grupo considera el fin de la sociedad tal y como existe hoy en día bajo posibles escenarios como el calentamiento global, el enfriamiento global, la degradación medioambiental, el calentamiento o enfriamiento de las aguas de la corriente del Golfo, o un período de inviernos severamente fríos causados por un supervolcán, un ataque de asteroides o un invierno nuclear.
Escenario bioquímico
Este grupo se preocupa por la propagación de enfermedades mortales, agentes biológicos y gases nerviosos, entre ellos el COVID-19, la gripe porcina, el E. coli, el botulismo, el dengue, la enfermedad de Creutzfeldt-Jakob, el SRAS, la rabia, el Hantavirus, el ántrax, la peste, el cólera, el VIH, el ébola, el virus de Marburgo, el virus Lassa, el sarín y el VX. En respuesta, pueden tener respiradores de cara completa NBC (nucleares, biológicos y químicos), monos de polietileno, botas de PVC, guantes de nitrilo, láminas de plástico y cinta adhesiva.
Desastre monetario

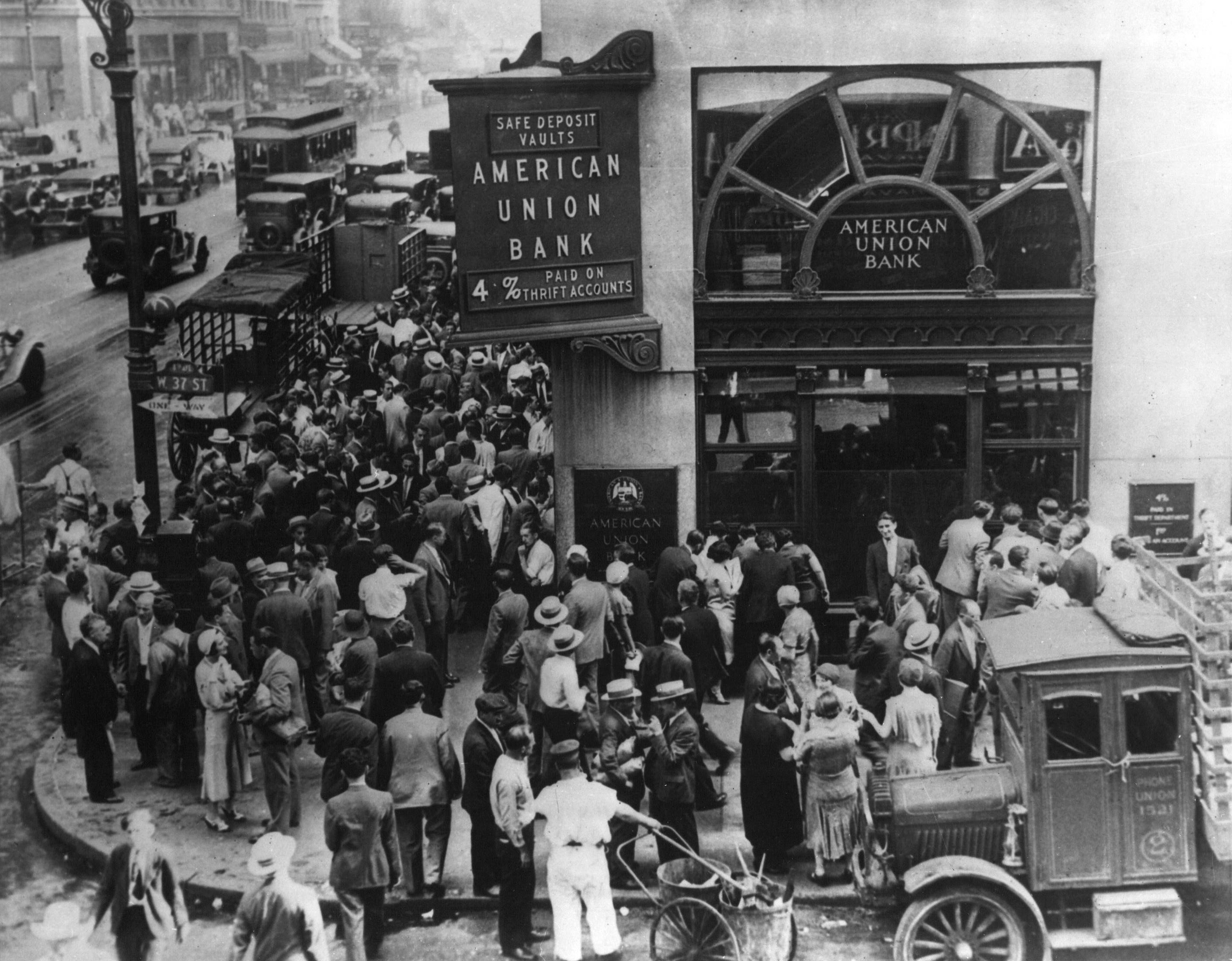
Multitud de personas en el American Union Bank de la ciudad de Nueva York durante un pánico bancario en 1931 a principios de la Gran Depresión

Los expertos en desastres monetarios creen que el sistema de la Reserva Federal es fundamentalmente defectuoso. Los boletines sugieren activos de lingotes de oro y plata, monedas y otras inversiones orientadas a los metales preciosos, como las acciones mineras. Los preparacionistas se preparan para que el papel moneda pierda su valor por la hiperinflación. A finales de 2009 este era un escenario popular. Muchos almacenarán lingotes de oro y plata en preparación para una caída del mercado que destruiría el valor de las monedas mundiales.
Escatología bíblica
Estos individuos estudian la profecía del fin de los tiempos y creen que uno de los escenarios podría ocurrir en su vida. Mientras que algunos cristianos (e incluso personas de otras religiones) creen que el Arrebatamiento seguirá a un período de Tribulación, otros creen que el Arrebatamiento es inminente y que precederá a la Tribulación. Hay una amplia gama de creencias y actitudes en este grupo. Van desde pacifistas hasta campamentos armados, y desde no tener reservas de alimentos (dejando su sustento a la providencia de Dios) hasta almacenar alimentos para décadas. Después de un decreto del Profeta Mormón, los mormones devotos han almacenado durante décadas alimentos para dos años en previsión de la agitación debida a la Segunda Venida de Cristo para evitar el hambre y la peste.
Fatalistas del pico petrolero
Este grupo cree que el pico petrolero es una amenaza a corto plazo para la civilización occidental, y toma medidas apropiadas, que normalmente implican la reubicación en un refugio de supervivencia autosuficiente desde el punto de vista agrícola.
Rawlesiano
Los seguidores de James Wesley Rawles se preparan a menudo para múltiples escenarios con refugios de supervivencia fortificados y bien equipados. Este grupo anticipa una crisis a corto plazo y busca estar bien armado y listo para dispensar caridad en caso de desastre. La mayoría almacena alimentos para durar años, y un principio central es el aislamiento geográfico en la región intermontañosa del norte de Estados Unidos. Hacen hincapié en la autosuficiencia práctica y en las habilidades para la vivienda.
Orientado a la continuidad jurídica
Este grupo tiene la preocupación primordial de mantener alguna forma de sistema jurídico y de cohesión social después de una ruptura de la infraestructura técnica de la sociedad. Están interesados en obras como The Postman de David Brin, The Knowledge: How to Rebuild Our World from Scratch de Lewis Dartnell, o The American Common Law: The Customary Law of the American Nation de Marcus B. Hatfield.

## Preparativos habituales

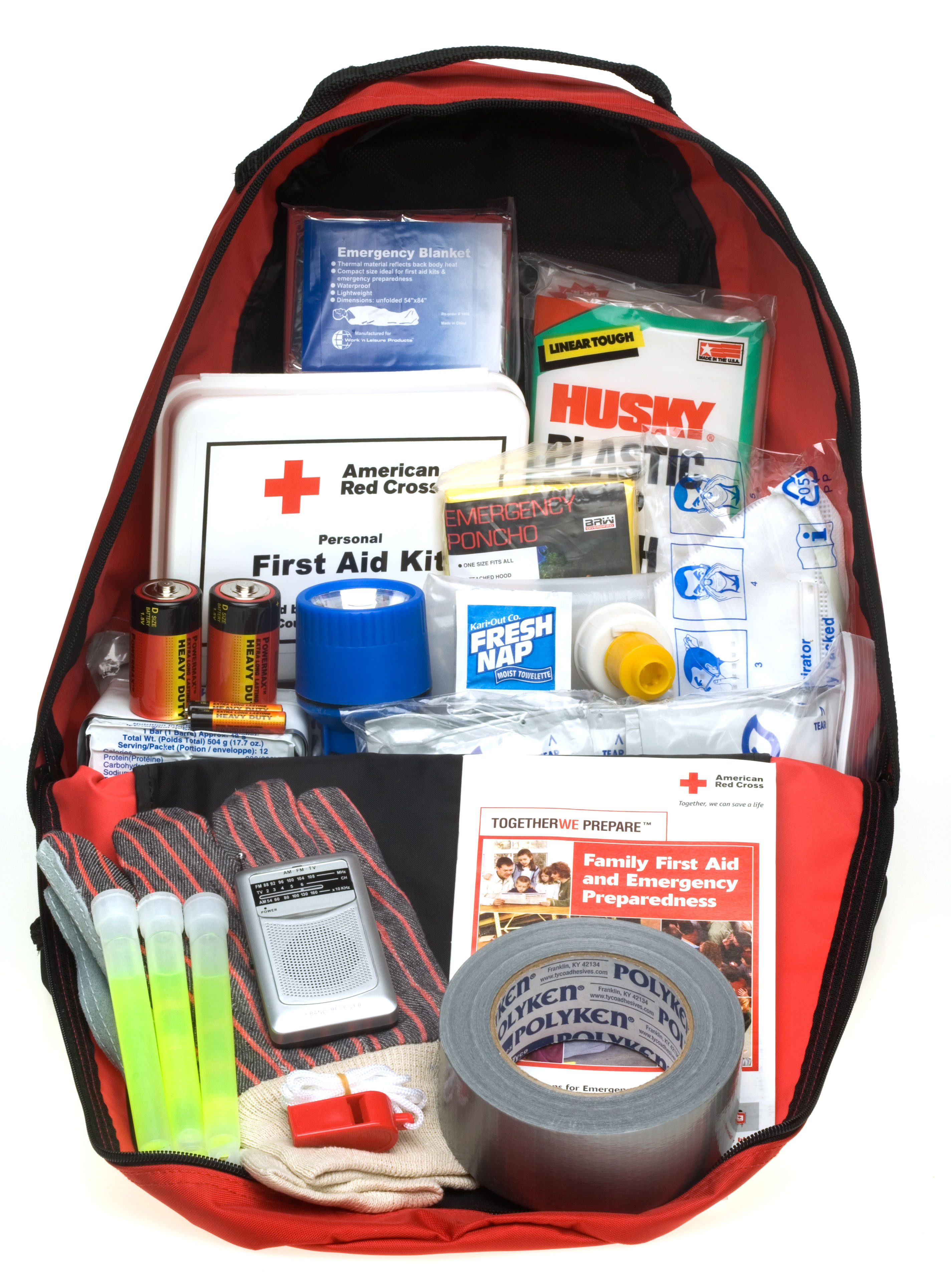
Mochila de emergencia de Cruz Roja

Entre los preparativos más comunes figura el establecimiento de un lugar de retiro o refugio clandestino o defendible, además del almacenamiento de alimentos no perecederos, agua (utilizando bidones), equipo de purificación de agua, ropa, semillas, leña, armas defensivas o de caza, municiones, maquinaria agrícola y suministros médicos. Algunos preparacionistas no hacen preparativos tan extensos y simplemente incorporan a su vida cotidiana una perspectiva de «Estar preparado».
Se puede tener preparada una mochila equipada, a menudo denominada mochila de emergencia (bug out bag o get out of dodge, en inglés), que contiene artículos de primera necesidad y útiles. Puede ser de cualquier tamaño, pesando tanto como el usuario sea capaz de llevar.

### Cambios en las preocupaciones y preparativos
Las preocupaciones y los preparativos de los preparacionistas han cambiado a lo largo de los años. Durante los años 1970, los temores eran el colapso económico, la hiperinflación y la hambruna. Los preparativos incluían el almacenamiento de comida y refugios de supervivencia. Algunos preparacionistas almacenaban metales preciosos y bienes de trueque (como municiones de calibre común) porque suponían que el papel moneda dejaría de tener valor. A principios de los años 1980, la guerra nuclear se convirtió en un temor común, y algunos preparacionistas construyeron refugios nucleares.
En 1999, muchas personas compraron generadores eléctricos, purificadores de agua y alimentos para varios meses o años en previsión de los extensos cortes de energía a causa del efecto 2000. Entre 2013 y 2019, muchas personas compraron esos mismos artículos en previsión del caos generalizado tras las elecciones de 2016 y los acontecimientos que condujeron a la pandemia de COVID-19.
En lugar de trasladarse o hacer esos preparativos en casa, muchas personas también hacen planes para permanecer en sus lugares actuales hasta que se produzca un problema real, cuando se van a un lugar más seguro.

### Creencias religiosas

Los Jinetes del Apocalipsis, representados en una xilografía de Alberto Durero (ca. 1497-98), cabalgan en grupo, con un ángel que los anuncia, para traer la Muerte, el Hambre, la Guerra y la Peste

Otros preparacionistas tienen preocupaciones más especializadas, a menudo relacionadas con la adhesión a creencias religiosas apocalípticas.
Algunos cristianos evangélicos se aferran a una interpretación de la profecía bíblica conocida como el rapto post-tribulación, en la que el mundo tendrá que pasar por un período de siete años de guerra y dictadura global conocido como la Gran Tribulación. Jim McKeever ayudó a popularizar los preparativos de supervivencia entre esta rama de cristianos con su libro de 1978 Christians Will Go Through the Tribulation, and How To Prepare For It.
Del mismo modo, algunos católicos son preparacionistas, basados en apariciones marianas que hablan de un gran castigo de la humanidad por parte de Dios, en particular las asociadas a Nuestra Señora de Fátima y Nuestra Señora de Akita, que afirma que «el fuego caerá del cielo y aniquilará a una gran parte de la humanidad».

### Preparativos de emergencia más populares
Las personas que no forman parte de grupos de supervivencia o grupos religiosos de orientación apolítica también se preparan para las emergencias. Esto puede incluir (dependiendo de la ubicación) la preparación para terremotos, inundaciones, cortes de electricidad, ventiscas, avalanchas, incendios forestales, ataques terroristas, accidentes en centrales nucleares, derrames de materiales peligrosos, tornados y huracanes. Estos preparativos pueden ser tan sencillos como seguir las recomendaciones de la Cruz Roja y de la Agencia Federal para el Manejo de Emergencias de Estados Unidos (FEMA) manteniendo un botiquín de primeros auxilios, una pala y ropa extra en el coche, o manteniendo un pequeño botiquín de emergencia, que contenga alimentos de emergencia, agua, una manta de emergencia y otros elementos esenciales.
El economista y asesor financiero Barton Biggs es un defensor del preparacionismo. En su libro de 2008 Wealth, War and Wisdom, Biggs predice un panorama sombrío para el futuro económico y sugiere que los inversores tomen medidas de supervivencia. En el libro, Biggs recomienda que sus lectores «asuman la posibilidad de un colapso de la infraestructura civilizada». Llega incluso a recomendar la creación de refugios de supervivencia: «Su refugio debe ser autosuficiente y capaz de producir algún tipo de alimento», escribe Biggs. «Debe estar bien provisto de semillas, fertilizantes, comida enlatada, medicinas, ropa, etc. Piense en El Robinson suizo. Incluso en América y Europa, podría haber momentos de disturbios y rebeliones cuando la ley y el orden se rompan temporalmente por completo».
En los casos de riesgo de catástrofe planetaria, los costos de almacenamiento de alimentos se vuelven impracticables para la mayoría de la población y, en el caso de algunas de esas catástrofes, la agricultura convencional no funcionaría debido a la pérdida de una gran proporción de la luz solar (por ejemplo, durante el invierno nuclear o un supervolcán). En tales situaciones, es necesario contar con alimentos alternativos, lo que significa convertir el gas natural y la fibra de madera en alimentos comestibles para el hombre.

## Terminología preparacionista

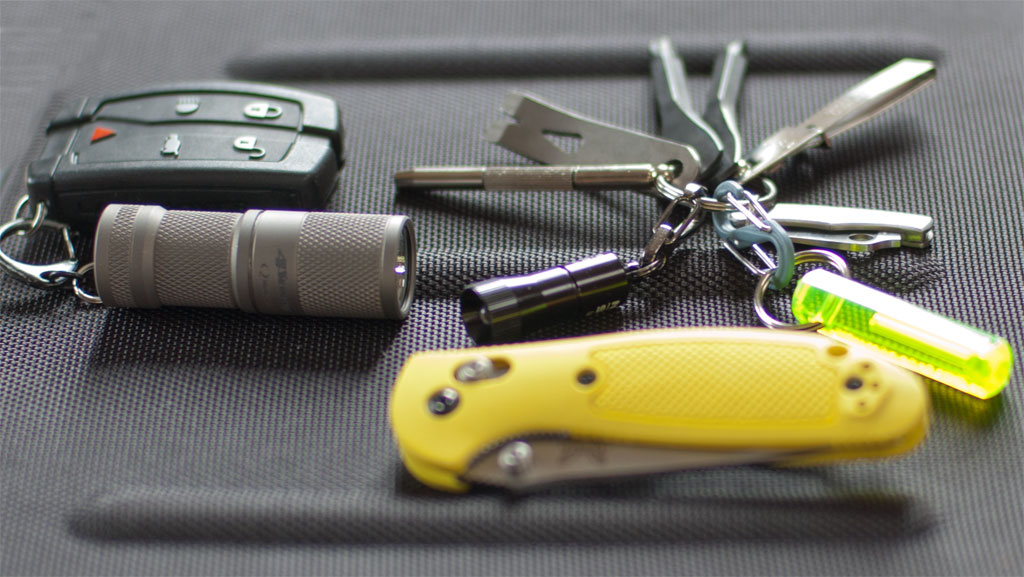
Everyday carry (EDC)

Los preparacionistas mantienen su identidad de grupo utilizando una terminología especializada que no se entiende generalmente fuera de sus círculos. A menudo utilizan acrónimos militares así como la terminología común entre los adeptos a la cultura de las armas o al escenario del pico petrolero. También utilizan términos que son exclusivos de sus propios grupos de supervivencia. Entre las siglas habituales se incluyen:
- Apocalipsis zombi: utilizado por algunos preparacionistas como una metáfora tongue-in-cheek[60][3] de cualquier desastre natural o provocado por el hombre[60] y «una forma inteligente de llamar la atención de la gente sobre la preparación para los desastres».[60] La premisa de Zombie Squad es que «si estás preparado para un escenario en el que los cadáveres andantes de tu familia y vecinos intentan comerte vivo, estarás preparado para casi cualquier cosa».[61] Aunque «hay algunos... que se están preparando seriamente para un ataque zombi».[62]

- BOB: mochila de emergencia (bug out bag). Mochila que contiene todo lo necesario para la supervivencia durante 72 horas.[63][64]

- BOL: ubicación de emergencia (bug out location).[63][65]

- BOV: vehículo de emergencia (bug out vehicle).[63][66]
- Doomer: preparacionista incondicional que cree en un colapso social a escala malthusiana.[63][67]

- EDC: everyday carry. Lo que uno lleva en todo momento en caso de que ocurra un desastre mientras está fuera. También se refiere al transporte normal de una pistola para defensa propia, o (como sustantivo) la pistola que se lleva.

- EOTW: fin del mundo (end of the world).[68]

- EROL:  excesivo estado de derecho (excessive rule of law). Describe una situación en la que un gobierno se vuelve opresivo y utiliza sus poderes y leyes para controlar a los ciudadanos.[69]

- Estrategia Alfa (Alpha strategy): la práctica de almacenar artículos de consumo, como protección contra la inflación, y para su uso en el trueque y la caridad. Acuñado por John Pugsley.[63][70]
- Goblin: un delincuente, acuñado (en el contexto de la supervivencia) por Jeff Cooper.[63][71]

- G.O.O.D.: evadirse, salir (get out of Dodge). Huir de las zonas urbanas en caso de desastre. Acuñado por James Wesley Rawles.[63][72]

- G.O.O.D. kit: kit de emergencia (get out of Dodge kit). Sinónimo de mochila de emergencia (BOB).[63][73]
- Horda dorada (golden horde): la gran horda prevista de refugiados y saqueadores que huirá de las regiones metropolitanas cuando llegue el caos. Acuñado (en el contexto de la supervivencia) por James Wesley, Rawles.[63][74]

- I.N.C.H. pack: mochila de evacuación de la vivienda de forma definitiva (I'm Never Coming Home pack). Es otro nombre para una mochila de emergencia, a menudo utilizado por aquellos que tratan de demostrar que son expertos en el campo de la preparación. Mochila que contiene todo lo necesario para huir y llevar a cabo cualquier tarea en la naturaleza, desde construir un refugio hasta conseguir comida, diseñada para permitir a alguien sobrevivir indefinidamente en el bosque. Esto requiere de ciertas habilidades así como de una adecuada selección de equipo, ya que uno no puede cargar mucho.

- Incivilización: término genérico para una gran catástrofe.[75]
- Pollyanna o Polly: alguien que niega la perturbación que podría causar la llegada de un desastre de gran escala.[63][76]

- SHTF: cuando llegue el caos (shit hits the fan).[74]

- TEOTWAWKI: el fin del mundo tal como lo conocemos (the end of the world as we know it). La expresión está en uso al menos desde principios de los años 1960 (eslogan de la película Threads).[63][77][78] Sin embargo, otros afirman que el acrónimo puede haber sido acuñado en 1996, en el grupo de noticias Usenet misc.survivalism.[79][80]
- Wampum balístico: munición almacenada para propósitos de trueque. Acuñado por Jeff Cooper.[63][81]
- WROL: ausencia de estado de derecho (without rule of law). Describe un estado potencial de la sociedad sin ley.[82]
- YOYO: estar desasistido, sin ayuda (you're on your own). Acuñado (en el contexto de la supervivencia) por David Weed.[63][83]
- Zombi: superviviente no preparado de un desastre, «que se alimenta de... la preparación de otros».[84]

## Caracterización en los medios de comunicación
A pesar de la pausa que siguió al final de la Guerra Fría, el preparacionismo ha recibido una mayor atención en los últimos años, lo que ha dado lugar a una mayor popularidad del estilo de vida de los preparacionistas, así como a un mayor análisis. Un programa de National Geographic que entrevistaba a preparacionistas, Doomsday Preppers, fue un «éxito de audiencia» y «la serie más vista del canal», sin embargo Neil Genzlinger en The New York Times lo declaró un «absurdo exceso en exhibición y en lo fácil que es ridiculizar la visión del mundo de los preparacionistas», señalando, «lo ofensivamente anti-vida que son estos programas, llenos de desprecio por la humanidad». Sin embargo, este programa ocupa una posición clave en el panorama sobre los preparacionistas.
Gerald Celente, fundador del Trends Research Institute, señaló cuántos preparacionistas modernos se desvían del arquetipo clásico, denominando a este nuevo estilo «neopreparacionismo»; «ya sabes, la caricatura, el tipo con el AK-47 dirigiéndose a las colinas con suficiente munición y carne de cerdo y frijoles para aguantar la tormenta. Este [neo-preparacionista] es muy diferente a eso».

### Extremismo percibido
En la cultura popular, el preparacionismo ha sido asociado con las actividades paramilitares de las autoproclamadas milicias en Estados Unidos. Algunos preparacionistas adquieren formación defensiva de raíces militares y que involucra armas de fuego, y este aspecto es a veces enfatizado por los medios de comunicación. Kurt Saxon es uno de los defensores de este enfoque de la supervivencia armada.
El potencial de colapso social se cita a menudo como motivación para estar bien armado. Así, algunos preparacionistas no militares han desarrollado una imagen militarista no deseada.
El Departamento de Seguridad Nacional de los Estados Unidos en su campaña «Si ves algo, di algo» dice que «el público debe informar solo sobre comportamientos y situaciones sospechosas... en lugar de creencias, pensamientos, ideas, expresiones, asociaciones o discursos...». Sin embargo, una lista del Departamento sobre las características de los potenciales terroristas domésticos utilizada en el entrenamiento de las fuerzas del orden incluye «literatura preparacionista (libros ficticios como Patriots y One Second After son mencionados por su nombre)», «autosuficiencia (almacenamiento de alimentos, municiones, herramientas de mano, suministros médicos)», y «miedo al colapso económico (compra de oro y artículos de trueque)».
El Missouri Information Analysis Center (MIAC) publicó el 20 de febrero de 2009 un informe destinado únicamente al personal de las fuerzas del orden, titulado The Modern Militia Movement, en el que se describían los símbolos y los medios de comunicación comunes, incluidas las pegatinas de propaganda política, asociados a los miembros de la milicia y a los terroristas nacionales. El informe apareció el 13 de marzo de 2009 en WikiLeaks y se suscitó una controversia. Se afirmó que el informe se derivaba puramente de los datos de tendencias sobre las milicias que estaban a disposición del público. Sin embargo, como el informe incluía perfiles políticos, el 23 de marzo de 2009 se publicó una carta de disculpa en la que se explicaba que el informe se editaría para eliminar la inclusión de ciertos componentes.

## A nivel mundial
La preparación individual para la supervivencia y los grupos y foros preparacionistas —tanto formales como informales— son populares en todo el mundo, de manera más visible en Alemania (a menudo organizados bajo la apariencia de clubes de deporte extremo), Australia, Austria, Bélgica, Canadá, España, Estados Unidos, Francia, Italia, Noruega, Nueva Zelanda, Países Bajos, Reino Unido, Rusia, Suecia, Suiza y Sudáfrica.

## Otros grupos relacionados
Los adheridos al movimiento Back to the land, inspirado por Helen y Scott Nearing, esporádicamente popular en Estados Unidos en los decenios de 1930 y 1970 (ejemplificado por la revista Mother Earth News), comparten muchos de los intereses en materia de autosuficiencia y preparación. Difieren de la mayoría de preparacionistas en que tienen un mayor interés en la ecología y la contracultura. A pesar de estas diferencias, Mother Earth News fue ampliamente leída tanto por preparacionistas como por los seguidores de Back to the land durante los primeros años de esa revista, y hubo cierta superposición entre los dos movimientos.
Los anarcoprimitivistas comparten muchas características con los preparacionistas, sobre todo las predicciones de un desastre ecológico. Escritores como Derrick Jensen sostienen que la civilización industrial no es sostenible y, por lo tanto, inevitablemente provocará su propio colapso. Escritores no anarquistas como Daniel Quinn, Joseph Tainter y Richard Manning también sostienen este punto de vista. Algunos miembros de la subcultura Men Going Their Own Way también promueven la vida off-the-grid y creen que la sociedad moderna ya no es habitable.

## En la cultura popular
La película de 1983 The Survivors, protagonizada por Walter Matthau, Robin Williams y Jerry Reed, utilizaba el preparacionismo como parte de su argumento. Michael Gross y Reba McEntire interpretaron a un matrimonio preparacionista en la película Tremors y sus secuelas de 1990. Ambas películas eran comedias. La película Distant Thunder de 1988, protagonizada por John Lithgow, trataba sobre veteranos de la guerra de Vietnam que sufrían de estrés postraumático y que, al igual que algunos preparacionistas, se retiraban a la naturaleza. Varios programas de televisión como Doomsday Castle, Doomsday Preppers, Survivorman, Man vs. Wild, Man, Woman, Wild, y Naked and Afraid están basados en el concepto de supervivencia.